# Elmwood (Wisconsin)
Pour les articles homonymes, voir Elmwood.
Elmwood est un village du comté de Pierce, dans l'État du Wisconsin, aux États-Unis. En 2020, il comptait une population de 820 habitants.